# Begonia × taipeiensis
Begonia × taipeiensis é uma espécie de Begonia, nativa de Taiwan.